# Bank of China
Bank of China Limited (zkr. BOC, čínsky 中国银行 (tradiční znaky), 中國銀行 (zjednodušeně), pchin-jin Zhōngguó Yínháng, zjednodušeně 中行) je bankovní instituce v Čínské lidové republice s působností i mimo čínské území. BOC patří mezi čtyři největší státní banky v Číně. Hlavní sídlo společnosti je v Pekingu.

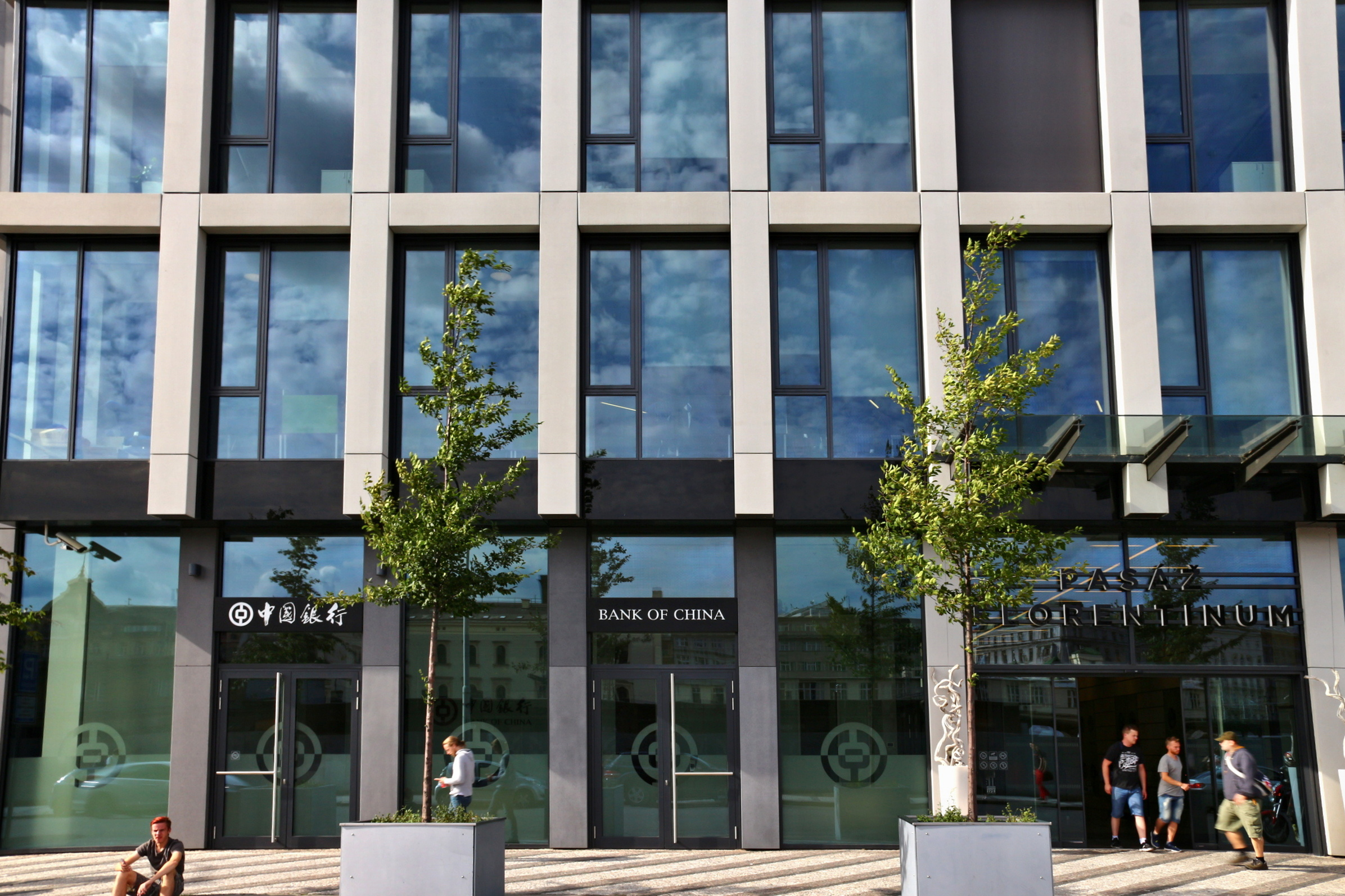
Pražská pobočka BOC v pasáži Florentinum

Banka je jednou ze 30 nadnárodních bankovních institucí, které jsou pravidelně zařazovány agenturou Financial Stability Board (FSB) jako „systemically important financial institution“. Z tohoto důvodu podléhá zvláštnímu dohledu a přísnějším požadavkům na množství vlastního kapitálu.

## Česká pobočka
Česká pobočka Bank of China funguje v Praze skrze centrálu Bank of China (Hungary) Close Ltd. v Budapešti. Pobočka se zaměřuje na největší české společnosti a na lokální pobočky a dceřiné společnosti čínských firem. Pobočka nefunguje pro veřejnost. V roce 2018 poskytla asi miliardový úvěr společnosti Agrofert.